# Laidulf de Capua
Laidulf (sau Laidolfo) a fost principe longobard de Capua între anii 993 și 999.
Laidulf era cel mai tânăr dintre mulții fii ai lui Pandulf Cap de Fier. Neașteptându-se probabil să moștenească prea mult, mai ales în condițiile în care și verii săi își revendicau diverse drepturi de moștenire, a devenit totuși conte de Teano, după care a fost implicat în asasinarea fratelui său Landenulf al II-lea de Capua, ca și în cea a arhiepiscopului de Benevento, ambele în 993.
Ca urmare, Laidulf a devenit principe de Capua. În 994, el a acordat lui Manso, abate de Montecassino, Sant'Angelo din Asprano și a jurat să apere veșnic jurisdicția abatelui. În anul 999, împăratul Otto al III-lea a descins în sudul Italiei pentru a răzbuna asasinarea aliatului său Landenulf. Ca urmare, Laidulf a fost înlăturat de la putere și luat ca prizonier în Germania. Locul său pe tronul din Capua a fost preluat de către ducele Ademar de Spoleto.
Se pare că Laidulf a fost tatăl soției principelui Guaimar al IV-lea de Salerno, Gemma.